# Karol Chodkiewicz (strzelec)
Karol Chodkiewicz (ur. 7 grudnia 1932 w Będkowie) – polski strzelec, medalista mistrzostw świata.
Był zawodnikiem Legii Warszawa, jego trenerem był Marian Turczyn.  
Chodkiewicz zdobył brązowy medal w pistolecie dowolnym z 50 metrów drużynowo na mistrzostwach świata w 1970 roku (wraz z Rajmundem Stachurskim, Pawłem Małkiem i Zbigniewem Fedyczakiem). Osiągnął 554 punkty, co było najlepszym wynikiem w polskiej drużynie. Rok później Chodkiewicz został drużynowym mistrzem Europy w strzelaniu z pistoletu pneumatycznego (skład drużyny był prawie taki sam, w miejsce Fedyczaka startował Wacław Hamerliński). Zdobył 382 punkty – lepszy wynik w drużynie miał jedynie Stachurski. 
W 1971 został wicemistrzem Polski w strzelaniu z pistoletu pneumatycznego.
Był zawodowym podoficerem Wojska Polskiego.